# Maya Karin
Maya Karin Roelcke (29 de octubre de 1979, Alemania), conocida artísticamente como Maya Karin, es una cantante, actriz y presentadora de televisión malaya, además ella ha interpretado a personajes en filmes de género terrorífico como horror sobrenatural y suspenso.

## Filmografía
- Sri Dewi Malam (2001)
- No Problem (2001)
- Mr. Cinderella 2 (2003)
- Pontianak Harum Sundal Malam (2004)
- Tujuh Perhentian (2004)
- Pontianak Harum Sundal Malam II (2005)
- Waris Jari Hantu (2007)
- 1957: Hati Malaya (2007)
- Anak Halal (2007)
- Duyung (2008)
- Punggok Rindukan Bulan (2008)
- Pisau Cukur (2009)
- Taming Sari (2010)
- Ombak Rindu (2011)

## Televisión
- Wavelength, TV3 (2000)
- Ratu Sehari Astro, RIA (2004— )
- Beauty Secrets From The East (2005)
- Channel [V] (2004–2007)

## Entrenimientos
- Pantene
- Wella
- Yishion
- Halle
- MYEG
- Tag Heuer
- Celcom Telecommunications
- L'Oreal Paris

## Discografía
- Erti Cinta (2001)
- Bukan Qalamaya (2004)

## Premios
- 2001: Best New Popular Artist Award - Anugerah Bintang Popular (Malaysia)
- 2001: Best New Popular Artist Award-Anugerah Media Hiburan
- 2004: Best Actress-49th Asia Pacific Film Festival
- 2005: Best Actress-Estepona Fantasy and Terror Film Festival (Spain)
- 2005: Most Popular Actress Award-Anugerah Bintang Popular
- 2006: Best Actress-Penghargaan Seniman Pelakon Wanita Terbaik
- 2006: Best VJ-Star Buzz Editor’s Choice Awards
- 2008: Best Actress-Malaysian Film Festival
- 2008: Most Popular Film Actress Award-Anugerah Bintang Popular